# محمود أباد (فيروزكوه)
محمود أباد (بالفارسية: محمودآباد) هي قرية تقع في قسم حبلرود الريفي في إيران. يقدر عدد سكانها بـ 160 نسمة بحسب إحصاء 2016.